# Hrabstwo Tift

Piramida wieku hrabstwa

Hrabstwo Tift (ang. Tift County) – hrabstwo w stanie Georgia w Stanach Zjednoczonych. Jego siedzibą administracyjną jest Tifton.

## Historia
Hrabstwo zostało założone w 1905 roku.
Nazwa hrabstwa pochodzi od nazwiska Nelson Tift (1810–1891), pułkownika, kapitana marynarki konfederatów, Kongresmena Stanów Zjednoczonych.

## Geografia
Według spisu z 2010 obszar całkowity hrabstwa obejmuje powierzchnię 268,86 mil2 (696 km²), z czego 265,05 mil2 (686 km²) stanowią lądy, a 3,81 mil2 (10 km²) stanowią wody.

### Miejscowości
- Omega
- Ty Ty
- Tifton

### CDP
- Phillipsburg
- Unionville

### Sąsiednie hrabstwa
- Hrabstwo Irwin, Georgia (północny wschód)
- Hrabstwo Berrien, Georgia (południowy wschód)
- Hrabstwo Cook, Georgia (południe)
- Hrabstwo Colquitt, Georgia (południowy zachód)
- Hrabstwo Worth, Georgia (zachód)
- Hrabstwo Turner, Georgia (północ i północny zachód)

## Demografia
Według spisu w 2020 roku liczy 41,3 tys. mieszkańców, co oznacza wzrost o 3% od poprzedniego spisu z roku 2010. Według danych pięcioletnich z 2021 roku 65,3% populacji stanowili biali (53,8% nie licząc Latynosów), 31% czarnoskórzy lub Afroamerykanie, 1,6% było rasy mieszanej, 1,5% Azjaci i 0,5% to rdzenna ludność Ameryki. Latynosi stanowili 13,1% populacji hrabstwa.
Poza osobami pochodzenia afroamerykańskiego, do największych grup należały osoby pochodzenia „amerykańskiego” (32,3%), meksykańskiego (10,2%), irlandzkiego (6%), angielskiego (5,9%) i niemieckiego (2,8%). 

## Religia

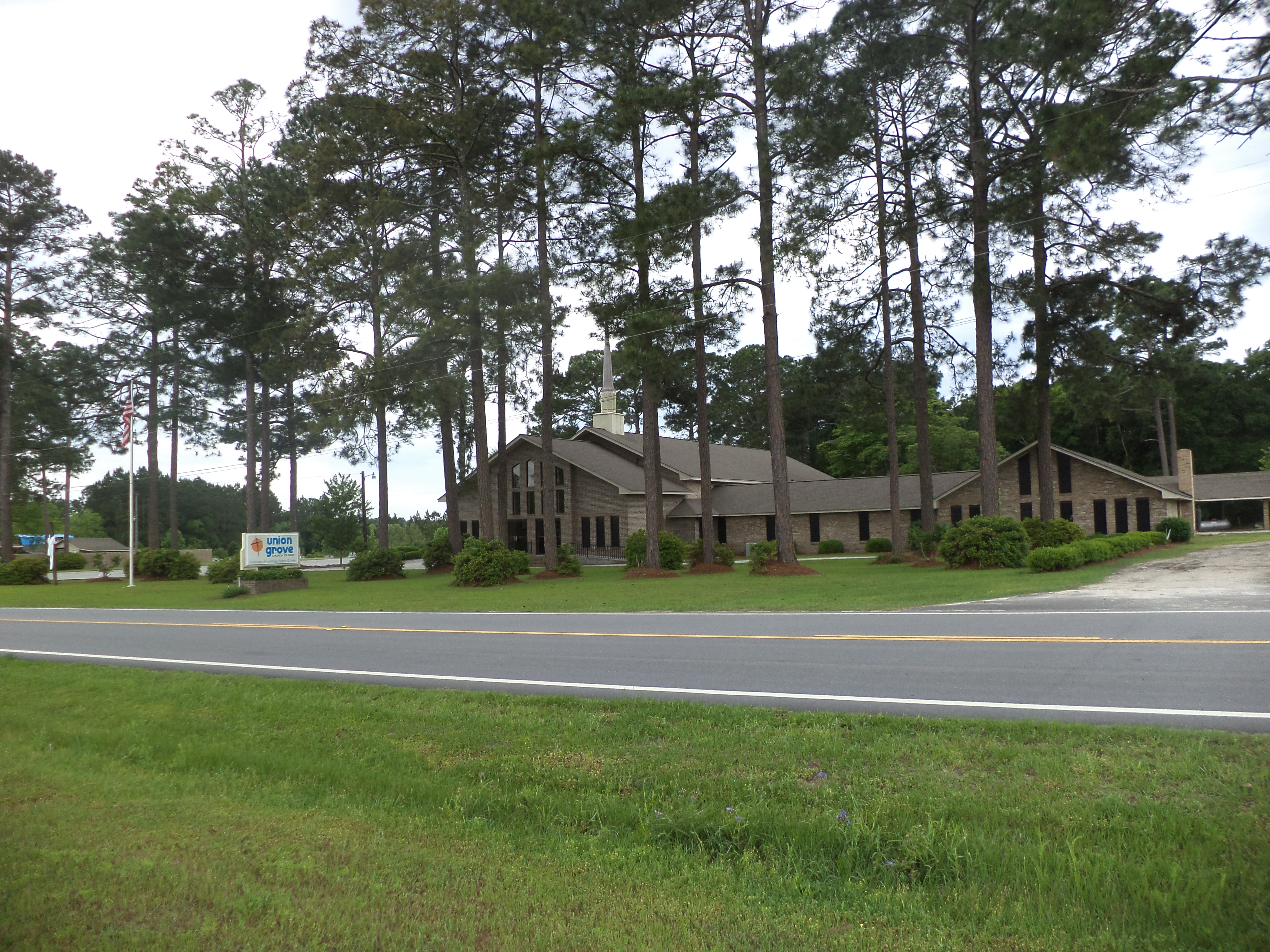
Kościół Boży w Eldorado

W 2020 roku większość mieszkańców jest członkami kościołów protestanckich. Do największych wyznań należą baptyści (33,6%), zielonoświątkowcy (ponad 10%), metodyści (6,6%), świadkowie Jehowy (1,8%) i katolicy (1,6%).

## Polityka
Hrabstwo jest przeważająco republikańskie, gdzie w wyborach prezydenckich w 2020 roku, 66,2% głosów otrzymał Donald Trump i 32,7% przypadło dla Joe Bidena.